# Eloy Vaquero Cantillo
Eloy Vaquero Cantillo (Montalbán de Córdoba, 28 de juny de 1888 - Nova York, 14 de setembre de 1960) va ser un polític, mestre, periodista, poeta i advocat andalús.

## Biografia
Aquest cordovès polifacètic des de petit va destacar per la seva afició cap a les lletres, sent guardonat quan era un nen amb el primer premi en el certamen per commemorar el III Centenari del Quixot pel seu treball "El Quijote es una joya pedagógica".
Va estudiar la carrera de magisteri en Còrdova, ciutat en la qual va fixar la seva residència a partir del seu matrimoni amb Carmen Ruz Nieto. Allí va exercir la seva labor de mestre, posant en pràctica el seu model pedagògic progressista i va començar la seva activitat política, de la mà del seu mentor i amic Alejandro Lerroux.
Va ingressar en el Partit Republicà Radical i en el grup dels "antisolidaris" catalanistes. En 1910 va fundar una associació dedicada a difondre les idees d'H. George: "La Lliga Espanyola per a l'Impost Únic", i començà a difondre els seus ideals republicans a través de la Conjunció Republicano-Socialista.
És nomenat director de l'Escola Obrera de Còrdova, que convertiria en 1925 en Escola a l'aire lliure. Aquest càrrec li va permetre exercir de mestre al mateix temps que estudiava la carrera d'advocat (que va acabar en 1914). El 1913 va organitzar, al costat dels seus companys de partit, un "assaig comunitari d'organització radical obrera" en Montalbán. Un model de comuna agrària que incloïa institucions de defensa social, beneficència, cultura i suport mutu. Aquest mateix any va promoure el I Congrés d'Agricultors de Còrdova, del que va sorgir la "Federació Regional Obrera Andalusa". En 1915, va fundar el Centre Andalús de Còrdova, des del qual es difondrà l'ideal i la causa andalusista, sent un dels seus impulsors.
Es va presentar en 1916 amb la minoria republicà-autonomista als comicis locals i va obtenir l'acta de regidor per l'Ajuntament de Còrdova. En 1917 va ingressar en la lògia maçònica "Turdetania", on va arribar a aconseguir el grau 3ª. Aquest mateix any va publicar la que seria la seva primera novel·la: "Amor y libertad".
Va continuar amb el seu suport a la causa andalusista i el 1918 va organitzar, al costat de Blas Infante, l'Assemblea regionalista andalusa a Ronda, apostant per la restitució del llegat de la Constitució Federal d'Antequera de 1883. En aquesta assemblea es va aprovar el manifest de la nacionalitat, com a base de l'ideari de l'andalusisme, i la proposta de Blas Infante de recuperar la bandera andalusa verd-i-blanca, documentada des de l'any 1095, i l'escut amb Hèrcules acompanyat dels lleons.
El 1920, comença la seva etapa com a periodista amb la fundació del diari republicà "La Voz", que també dirigí, activitat que compatibilitzà amb l'acta de diputat de la Diputació de Còrdova (1919-1923). El 1923 edità la seva obra "Del Drama de Andalucía", crònica social del seu temps, i "Las Escuelas al Aire Libre", basat en la seva experiència com a director de l'Escola Obrera.
Amb l'adveniment de la Segona República Espanyola, Vaquero es reintegra en la vida política, i és escollit alcalde de Còrdova (15 d'abril) per la candidatura del Partit Republicà Radical. Solament va exercir el càrrec durant dos mesos, fins al 13 de juliol, ja que el juny del mateix any havia estat elegit diputat a les Corts Constituents de la II República.
De 1932 a 1935 va exercir diferents càrrecs en l'Administració, arribant a exercir els càrrecs de Ministre de la Governació, del 4 d'octubre de 1934 al 3 d'abril de 1935, i de Ministre de Treball, Sanitat i Previsió Social, del 3 d'abril de 1935 al 6 de maig de 1935. Però la seva labor al govern es veurà constantment entorpida per la feble situació de l'executiu i els seus vaivens en els pactes amb la Confederació Espanyola de Dretes Autònomes (CEDA), i els seus enfrontaments amb els socialistes. En 1935 va abandonar el càrrec i va tornar a Còrdova.
A les eleccions generals espanyoles de 1933 es va presentar per la llista Coalició de Dretes i Agraris (Coalició Antimarxista) i en les eleccions del 16 de febrer de 1936 va intentar formar una candidatura comuna amb els membres de la CEDA. El triomf a nivell nacional va ser absolut pel Front Popular, que a Còrdova va obtenir deu dels tretze diputats que li corresponien, i Eloy Vaquer va marxar a Gibraltar. Aquí va començar un periple per diversos països (Anglaterra, Estats Units i Cuba) que va acabar a Caracas, on es va establir com a professor de castellà, Pedagogia, Geografia i Història i Economia. També va ser redactor tècnic de la revista "El Correo Escolar".
Al setembre de 1939 va arribar a Nova York, on va exercir de professor en la Universitat de Colúmbia. Va fundar i va dirigir la revista polític-cultural "Mensaje", òrgan d'expressió dels exiliats espanyols i hispanoparlants i va publicar el seu més important obra poètica "Senda Sonora".
El 14 de setembre de 1960 va morir als setanta anys a la ciutat de Nova York.